# Aralia californica
Aralia californica é uma espécie de Aralia.